# H.E.R.
Gabriella Sarmiento Wilson (sinh ngày 27 tháng 6 năm 1997), được biết đến với nghệ danh nghệ thuật H.E.R. (phát âm là "her", cũng viết tắt cho "Having Everything Revealed"), là một ca sĩ và nhạc sĩ R&B người Mỹ. Cô đã nhận được một giải Oscar, một giải Emmy Trẻ em và Gia đình, và năm giải Grammy, cùng với các đề cử cho một giải Quả cầu vàng, ba giải American Music Award, và bốn giải Billboard Music Award.
Sau khi ban đầu thu âm dưới tên khai sinh, cô đã lấy nghệ danh H.E.R. vào năm 2016, và phát hành EP đầu tay H.E.R. Volume 1 cùng năm đó thông qua RCA Records, tiếp theo là bốn EP khác. Album tuyển tập đầu tiên cùng tên của cô nhận được năm đề cử tại Giải Grammy lần thứ 61, bao gồm hai chiến thắng đầu tiên của cô cho Album R&B xuất sắc nhất và Trình diễn R&B xuất sắc nhất cho đĩa đơn "Best Part" (với Daniel Caesar). Album tuyển tập thứ hai của cô, I Used to Know Her (2019), cũng nhận được năm đề cử Grammy, bao gồm Album của năm và Bài hát của năm cho đĩa đơn "Hard Place".
Năm 2021, cô đoạt giải Grammy lần thứ ba cho Bài hát của năm với đĩa đơn "I Can't Breathe" lấy cảm hứng từ phong trào phản đối George Floyd. Cùng năm đó, bài hát "Fight for You" của cô - phát hành cho bộ phim Judas and the Black Messiah - đoạt Giải Oscar cho ca khúc gốc trong phim xuất sắc nhất, và sau đó đoạt giải Grammy cho Trình diễn R&B truyền thống xuất sắc nhất vào năm sau. Album phòng thu đầu tay của cô, Back of My Mind được phát hành vào tháng 6 năm 2021 và nhận được sự hoan nghênh lớn về mặt phê bình và thương mại. Năm 2022, cô đoạt giải Emmy Trẻ em và Gia đình cho series hoạt hình dành cho trẻ em của Barack và Michelle Obama, We the People.

## Danh sách đĩa nhạc
- Back of My Mind (2021)
- H.E.R. (2017)
- I Used to Know Her (2019)